# Marvel Animated Features
Marvel Animated Features (MAF) è una serie di otto film d'animazione direct-to-video realizzati da MLG Productions, una joint venture tra Marvel Studios (successivamente Marvel Animation) e Lions Gate Entertainment, distribuiti tra il 21 febbraio 2006 e il 17 maggio 2011.

## Storia
Nel 2004, la Marvel Entertainment ha siglato un accordo con la Lions Gate Entertainment per produrre una serie da otto a dieci film d'animazione direct-to-video con il nome di Marvel Animated Features in collaborazione con Marvel Studios, la filiale cinematografica dell'azienda.
Le prime due features, Ultimate Avengers e Ultimate Avengers 2, sono state rilasciate rispettivamente a febbraio 2006 e ad agosto 2006. A partire da novembre 2006, UA e UA2 insieme hanno venduto oltre 1,5 milioni di unità e entrambe erano tra le prime 10 uscite per bambini dell'anno.
Dopo la coppia di DVD di Ultimate Avengers (UA), il prossimo film MAF, L'Invincibile Iron Man, è stato distribuito nel gennaio 2007. A gennaio 2007, il Dottor Strange era in programma per l'estate 2007 con Teen Avengers dal titolo provvisorio. Iron Man e le caratteristiche di Dr. Strange esistevano separatamente dall'universo dei film UA. Un possibile cross over o un terzo film UA è stato accennato per essere considerato in quel momento. Originariamente, il MAF veniva rilasciato due all'anno, fino a quando il Dr. Strange, mentre era candidato agli Annie per la "Migliore produzione di home entertainment" del 2007, vendeva solo metà del numero di DVD come caratteristica di UA. Dopo di che, i rilasci del MAF sono stati rallentati a uno all'anno.
Marvel Animation è stata costituita nel gennaio 2008 per dirigere gli sforzi della Marvel nei mercati dell'animazione e dell'home entertainment, tra cui Marvel Animation Features.
Un DVD a doppio film proposto da "Ultimate War / Thor" è stato trasmesso per il DVD a doppio film "Hulk Versus" uscito nel 2009. Ultimate War avrebbe adattato il fumetto della Ultimate Marvel con lo stesso titolo, mentre il film Thor avrebbe selezionato la classica trama di Thor di Walt Simonson con la selezione originale della storia di Beta Ray Bill.
Alla conferenza NATPE 2009, Lionsgate ha portato gli otto Marvel Features sul mercato televisivo.

## Film
| Film                               | Titolo originale                         | Data di uscita degli Stati Uniti | Registi                                                                              | Sceneggiatori                                                              | Produttori                        | Musica                                  | Durata                                                              |
| ---------------------------------- | ---------------------------------------- | -------------------------------- | ------------------------------------------------------------------------------------ | -------------------------------------------------------------------------- | --------------------------------- | --------------------------------------- | ------------------------------------------------------------------- |
| Ultimate Avengers                  | Ultimate Avengers: The Movie             | 21 febbraio 2006                 | Bob Richardson (supervisore) Curt Geda Steven E. Gordon. Han Tae-Ho (animatore)      | Greg Johnson (sceneggiatura) Storia: Boyd Kirkland Craig Kyle Greg Johnson | Bob Richardson                    | Ken McLeod (Direzione)                  | 72 minuti                                                           |
| Ultimate Avengers 2                | Ultimate Avengers 2: Rise of the Panther | 8 agosto 2006                    | Will Meugniot Richard Sebast Jamie Simone (Voce)                                     | Craig Kyle                                                                 | Craig Kyle (Esecutivo)            | David Ari Leon (Direzione)              | 73 minuti                                                           |
| L'invincibile Iron Man             | The Invincible Iron Man                  | 23 gennaio 2007                  | Patrick Archibald Jay Oliva Frank Paur (supervisore)                                 | Greg Johnson (sceneggiatura) Storia: Greg Johnson Avi Arad Craig Kyle      | Frank Paur Craig Kyle (Esecutivo) | David Ari Leon (Supervisore)            | 83 minuti                                                           |
| Dottor Strange - Il mago supremo   | Doctor Strange: The Sorcerer Supreme     | 14 agosto 2007                   | Patrick Archibald Richard Sebast Jay Oliva Frank Paur (supervisore)                  | Greg Johnson (sceneggiatura) Storia: Greg Johnson Craig Kyle               | Frank Paur Craig Kyle (Esecutivo) | David Ari Leon (supervisore)            | 76 minuti                                                           |
| Next Avengers - Gli eroi di domani | Next Avengers: Heroes of Tomorrow        | 2 settembre 2008                 | Jay Oliva Isamitsu Kashima (animatore) Jamie Simone (Voce) Gary Hartle (supervisore) | Christopher Yost (sceneggiatura) Greg Johnson Storia: Craig Kyle           | Craig Kyle Gary Hartle            | David Ari Leon (Direzione/ Supervisore) | 78 minuti                                                           |
| Hulk Vs.                           | Hulk Versus                              | 27 gennaio 2009                  | Frank Paur (Supervisore) Sam Liu                                                     | Craig Kyle Chris Yost                                                      | Craig Kyle Frank Paur             |                                         | 78 minuti: 45 minuti (Hulk vs. Thor) 33 minuti (Hulk vs. Wolverine) |
| Planet Hulk                        | Planet Hulk                              | 10 febbraio 2010                 | Sam Liu                                                                              | Greg Johnson                                                               | Joshua Fine Craig Kyle Frank Paur |                                         | 81 minuti                                                           |
| Thor: Tales of Asgard              | Thor: Tales of Asgard                    | 17 maggio 2011                   | Gary Hartle (supervisore) Sam Liu (animatore)                                        | Greg Johnson (sceneggiatura) Storia: Greg Johnson Craig Kyle               | Craig Kyle                        |                                         | 77 minuti                                                           |

### L'invincibile Iron Man
L'invincibile Iron Man (The Invincible Iron Man) è il terzo film della serie ed è basato sulla versione classica dell'universo Marvel, creata da Stan Lee e Jack Kirby. Il film è stato prodotto da Starbust Entertainment, ed è stato distribuito il 23 gennaio 2007. Marc Worden torna a doppiare Tony Stark / Iron Man dai precedenti film della serie. In L'invincible Iron Man, Tony Stark, un miliardiario imprenditore, trova una perduta città cinese dove scatena accidentalmente una potente forza malvagia. Stark crea la sua armatura, diventando Iron Man e sconfiggendo l'essere malvagio.

## Cast e personaggi
| Personaggi              | Ultimate Avengers | Ultimate Avengers 2 | L'invincibile Iron Man | Doctor Strange - Il mago supremo | Next Avengers - Gli eroi di domani | Hulk Vs.            | Planet Hulk              | Thor: Tales of Asgard |
| ----------------------- | ----------------- | ------------------- | ---------------------- | -------------------------------- | ---------------------------------- | ------------------- | ------------------------ | --------------------- |
| Algrim                  |                   |                     |                        |                                  |                                    |                     |                          | Ron Halder            |
| Antico                  |                   |                     |                        | Michael Yama                     |                                    |                     |                          |                       |
| Azari                   |                   |                     |                        |                                  | Dempsey Pappion                    |                     |                          |                       |
| Balder                  |                   |                     |                        |                                  |                                    | Michael Adamthwaite |                          |                       |
| Francis Barton          |                   |                     |                        |                                  | Adrian Petriw                      |                     |                          |                       |
| Beta Ray Bill           |                   |                     |                        |                                  |                                    |                     | Paul Dobson              |                       |
| Pantera Nera            |                   | Jeffrey D. Sams     |                        |                                  |                                    |                     |                          |                       |
| Vedova Nera             | Olivia D'Abo      | Olivia D'Abo        |                        |                                  |                                    |                     |                          |                       |
| Bruce Banner            | Michael Massee    | Michael Massee      |                        |                                  | Ken Kramer                         | Bryce Johnson       |                          |                       |
| Caiera                  |                   |                     |                        |                                  |                                    |                     | Lisa Ann Beley           |                       |
| Capitan America         | Justin Gross      | Justin Gross        |                        |                                  |                                    |                     |                          |                       |
| Wong-Chu                |                   |                     | James Sie              |                                  |                                    |                     |                          |                       |
| Deadpool                |                   |                     |                        |                                  |                                    | Nolan North         |                          |                       |
| Dormammu                |                   |                     |                        | Jonathan Adams                   |                                    |                     |                          |                       |
| Incantatrice            |                   |                     |                        |                                  |                                    | Kari Wahlgren       |                          | Ashleigh Ball         |
| Fandral                 |                   |                     |                        |                                  |                                    | Jonathan Holmes     |                          | Alistair Abell        |
| Fenris                  |                   |                     |                        |                                  |                                    |                     |                          | Brian Drummond        |
| Nick Fury               | André Ware        | André Ware          |                        |                                  |                                    |                     |                          |                       |
| Giant Man               | Nolan North       | Nolan North         |                        |                                  |                                    |                     |                          |                       |
| Hela                    |                   |                     |                        |                                  |                                    | Janyse Jaud         |                          |                       |
| Hiroim                  |                   |                     |                        |                                  |                                    |                     | Liam O'Brien             |                       |
| Hogun                   |                   |                     |                        |                                  |                                    | Paul Dobson         |                          | Paul Dobson           |
| Hulk                    | Fred Tatasciore   | Fred Tatasciore     |                        |                                  | Fred Tatasciore                    | Fred Tatasciore     | Rick D. Wasserman        |                       |
| Iron Man                | Marc Worden       | Marc Worden         | Marc Worden            |                                  | Tom Kane                           |                     | Marc Worden              |                       |
| Elloe Kaifi             |                   |                     |                        |                                  |                                    |                     | Advah Soudack            |                       |
| Herr Kleiser            | James K. Ward     | James K. Ward       |                        |                                  |                                    |                     |                          |                       |
| Korg                    |                   |                     |                        |                                  |                                    |                     | Kevin Michael Richardson |                       |
| Lady Deathstrike        |                   |                     |                        |                                  |                                    | Janyse Jaud         |                          |                       |
| Loki                    |                   |                     |                        |                                  |                                    | Graham McTavish     |                          | Rick Gomez            |
| Mandarino (personaggio) |                   |                     | Fred Tatasciore        |                                  |                                    |                     |                          |                       |
| Miek                    |                   |                     |                        |                                  |                                    |                     | Samuel Vincent           |                       |
| Barone Mordo            |                   |                     |                        | Kevin Michael Richardson         |                                    |                     |                          |                       |
| Odino                   |                   |                     |                        |                                  |                                    | French Tickner      |                          | Christopher Britton   |
| Omega Red               |                   |                     |                        |                                  |                                    | Colin Murdock       |                          |                       |
| Pepper Potts            |                   |                     | Elisa Gabrielli        |                                  |                                    |                     |                          |                       |
| Henry Pym               |                   |                     |                        |                                  | Aidan Drummond                     |                     |                          |                       |
| Re Rosso                |                   |                     |                        |                                  |                                    |                     | Mark Hildreth            |                       |
| James Rogers            |                   |                     |                        |                                  | Noah C. Crawford                   |                     |                          |                       |
| Betty Ross              | Nan McNamara      | Nan McNamara        |                        |                                  | Nicole Oliver                      | Nicole Oliver       |                          |                       |
| Sabretooth              |                   |                     |                        |                                  |                                    | Mark Acheson        |                          |                       |
| Lavin Skee              |                   |                     |                        |                                  |                                    |                     | Michael Kopsa            |                       |
| Sif                     |                   |                     |                        |                                  |                                    | Grey DeLisle        |                          | Tara Strong           |
| Howard Stark            |                   |                     | John McCook            |                                  |                                    |                     |                          |                       |
| Dottor Strange          |                   |                     |                        | Bryce Johnson                    |                                    |                     |                          |                       |
| Thor                    | David Boat        | David Boat          |                        |                                  | Michael Adamthwaite                | Matthew Wolf        |                          | Matthew Wolf          |
| Professor Thorton       |                   |                     |                        |                                  |                                    | Tom Kane            |                          |                       |
| Torunn                  |                   |                     |                        |                                  | Brenna O'Brien                     |                     |                          |                       |
| Ultron                  |                   |                     |                        |                                  | Tom Kane                           |                     |                          |                       |
| Valchiria               |                   |                     |                        |                                  |                                    | Nicole Oliver       |                          | Cathy Weseluck        |
| Visione                 |                   |                     |                        |                                  | Shawn MacDonald                    |                     |                          |                       |
| Volstagg                |                   |                     |                        |                                  |                                    | Jay Brazeau         |                          | Brent Chapman         |
| War Machine             |                   |                     | Rodney Saulsberry      |                                  |                                    |                     |                          |                       |
| Wasp                    | Grey DeLisle      | Grey DeLisle        |                        |                                  |                                    |                     |                          |                       |
| Wolverine               |                   |                     |                        |                                  |                                    | Steven Blum         |                          |                       |
| Wong                    |                   |                     |                        | Paul Nakauchi                    |                                    |                     |                          |                       |

## Accoglienza

### L'invincibile Iron Man
David Cornelius di eFilmCritic.com ha detto: «È sufficiente per tenere d'occhio i fan fino all'arrivo del film live action». Todd Gilchrist di IGN ha detto che «ci sono alcuni dettagli fantastici che danno davvero vita a questa storia», concludendo che il film «non è del tutto invincibile, ma per un film su un tizio fatto di ferro, è piuttosto difficile». Mike Pinsky di DVD Verdict ha detto che «il primo atto richiede molto tempo per iniziare», «i cattivi non hanno alcuna personalità» e «il design artistico e il frame rate dell'animazione non sono davvero migliori del cartone animato televisivo medio». Pinsky ha aggiunto che «ci sono alcuni tocchi carini» e «il terzo atto genera un po' di suspense», ma ha concluso che «dati tutti questi ostacoli, non so se anche Iron Man potrebbe vincere questa battaglia». Todd Douglass Jr. di DVD Talk ha detto: «Mi è piaciuto guardare L'invincibile Iron Man, ma non mi ha aperto nuove porte come fan di Iron Man. Fin dall'inizio la storia era piuttosto semplice e prevedibile, anche se alcuni colpi di scena hanno mantenuto l'avventura emozionante lungo il percorso. Anche alcuni aspetti dello sviluppo del personaggio mi sono sembrati un po' forzati, visto che le cose accadono semplicemente senza alcuna ragione se non quella di portare avanti la trama». Douglass ha concluso: «Alla fine, L'invincibile Iron Man dovrebbe essere considerato un traguardo dai fan dei fumetti. La solida avventura presenta molta azione e una ricca atmosfera da fumetto che ti farà desiderare più DVD proprio come questo».

## Vendite
| Anno    | Film                              | Numero  | Lordo (vendite USA in milioni) | Unità (vendite USA) | Note   |
| ------- | --------------------------------- | ------- | ------------------------------ | ------------------- | ------ |
| 2006    | Ultimate Avengers                 | 1       | $6.7                           | >500,000            | [ 26 ] |
| 2006    | Ultimate Avengers 2               | 2       | $7.9                           | <600,000            | [ 27 ] |
| 2007    | L'invincibile Iron Man            | 3       | $5.3                           |                     | [ 28 ] |
| 2007    | Dottor Strange - Il mago supremo  | 4       | $3.9                           |                     | [ 29 ] |
| 2008    | Next Avengers: Gli eroi di domani | 5       | $3.8                           |                     | [ 30 ] |
| 2009    | Hulk Versus                       | 6       | $7.6                           |                     | [ 31 ] |
| 2010    | Planet Hulk                       | 7       | $7.0                           | >400,000            | [ 32 ] |
| 2011    | Thor: Tales of Asgard             | 8       | $3.1                           |                     | [ 33 ] |
| Totale: | Totale:                           | Totale: | 45.3 milioni di dollari        |                     |        |